# Neolloydia

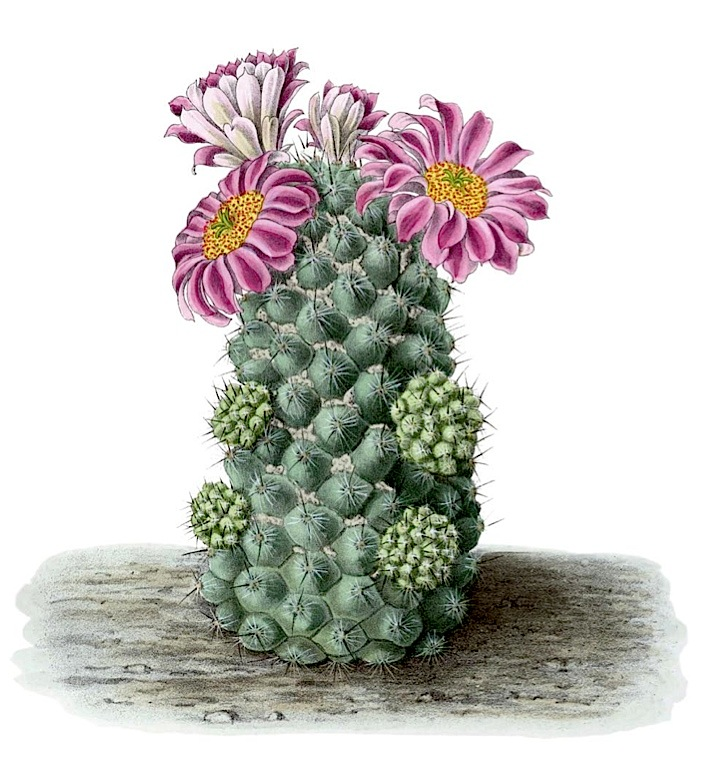
Neolloydia conoidea al tauler 96 de 1907 de Blühende Kakteen

Neolloydia és un gènere de plantes que pertany a la família de les cactàcies. El nom botànic del gènere honra al botànic Francis Ernest Lloyd (1868-1947). L'addició "Neo" era necessari perquè el nom ja estava assignat al gènere Lloydia que pertany al gènere de les liliàcies.

## Descripció
Són petites espècies de baix creixement del gènere Neolloydia, de forma individual o formen coixins solitaris. Les tiges verdes són lleugerament de color groguenc blanquinós, normalment tenen l'àpex llanós i tenen forma esfèrica a cilíndrica. Amb un diàmetre de 6,3 centímetres assoleixen altures d'entre 5 i 24 centímetres. Les costelles són quasi inexistents o inexistents. Les forma còniques de 3 a 10 mil·límetres de llarg, berrugues de 6 a 10 mm d'ample, però, són diferents. Els dimòrfics, de 3 a 5 mil·límetres de diàmetre gran arèoles són de 8 a 12 mm de distància entre si i tenen un solc a l'arèola. Tenen entre 1 a 2 espines centrals, rarament 6, que també poden estar absents, són variables, del negre al marró vermellós, rectes i verticals. Fan entre 5 a 25 mil·límetres de llarg. Les espines rectes radiants són tots de color blanc o blanquinós amb una punta fosca i assoleixen una longitud de 5 a 7 mm.
Les flors són més aviat petites, en forma d'embut són de color porpra, de 2 a 3 centímetres de llarg amb un diàmetre de 4 a 6 centímetres. Els seus hipants són nus.
Els fruits tenen un color El verd tot l'any, després es converteixen verdosos marrons quan estan nus, sense trencar i tenen un diàmetre de 4 a 5 mil·límetres. Contenen, en forma de pera, llavors berrugoses negres.

## Sistemàtica i distribució
L'àrea de distribució del gènere Neolloydia s'estén des de l'oest de Texas (EUA), al sud a través del desert de Chihuahua al nord de l'estat mexicà de Querétaro.
La primera descripció de l'espècie va ser el 1922 per Nathaniel Lord Britton i Joseph Nelson Rose. L'espècie tipus del gènere és Mammillaria conoidea. El gènere inclou les espècies:
- Neolloydia conoidea (DC.) Britton & Rose
- Neolloydia inexpectata D.Donati[3]
- Neolloydia matehualensis Backeb.

## Sinonímia
- Napina Fric (nom. inval.)
- Pseudosolisia Y.Itô (nom. inval.)